# Lois Gunden

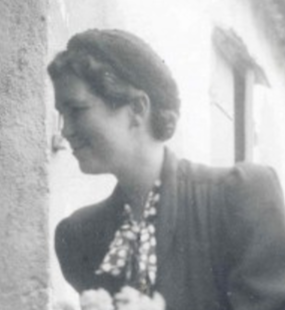
Lois Gunden (1942)

Lois Mary Gunden Clemens (* 25. Februar 1915 in Flanagan, Livingston County, Illinois; † 27. August 2005 in Lansdale, Montgomery County, Pennsylvania) war eine US-amerikanische Lehrerin und eine von fünf US-amerikanischen Staatsbürgern, die von Yad Vashem als „Gerechte unter den Völkern“ anerkannt wurden.

## Leben
Gunden wuchs in Goshen, Indiana, auf und ging 1941 nach Südfrankreich, um als Lehrerin für das Mennonitische Zentralkomitee zu arbeiten. Sie richtete ein Kinderheim ein, in dem sie spanische Flüchtlingskinder und jüdische Kinder versteckte.
Im Januar 1943 wurde sie von den Deutschen festgenommen, 1944 aber bei einem Gefangenenaustausch freigelassen. Sie kehrte nach Indiana zurück und heiratete 1958 einen Witwer, Ernest Clemens. Eigene Kinder hatte sie nicht, bekam jedoch durch ihre Heirat eine Stieftochter. Gunden lehrte zunächst am Goshen College, später an der Temple University in Philadelphia Französisch.